# Gosbeck
Gosbeck – wieś w Anglii, w hrabstwie Suffolk, w dystrykcie Mid Suffolk. Leży 11 km na północ od miasta Ipswich i 114 km na północny wschód od Londynu. Miejscowość liczy 220 mieszkańców.